# Passiflora sanchezii
Passiflora sanchezii är en passionsblomsväxtart som beskrevs av Skrabal och Weigend. Passiflora sanchezii ingår i släktet passionsblommor, och familjen passionsblomsväxter. Inga underarter finns listade i Catalogue of Life.